# Malcolm Jeng
Malcolm John Matarr Jeng, född 9 mars 2005, är en svensk fotbollsspelare som spelar för den franska klubben Stade de Reims.

## Klubblagskarriär
Malcolm Jeng började spela fotboll i moderklubben IFK Haninge. Som 16-åring gjorde han 2021 flytten till IK Sirius och skrev året därpå på ett lärlingskontrakt med Uppsala-klubben.
Efter att ha bevittnat de fyra första omgångarna av Allsvenskan 2023 från bänken fick Jeng debutera i Allsvenskan den 29 april 2023. En skada på Aron Bjarnason gjorde att Jeng fick hoppa in i den 20:e matchminuten i 0-0-matchen mot AIK. Debuten följdes snabbt av mer speltid och efter att ha imponerat i Allsvenskan samt slagit sig in i startelvan skrev Jeng i juli 2023 på ett femårskontrakt med IK Sirius. Bara veckor efter att han skrivit på sitt första A-lagskontrakt rapporterades det att nederländska Vitesse visade intresse för att köpa honom. Jeng röstades fram som Sirius bäste spelare säsongen 2024.
I januari 2025 blev Malcolm Jeng klar för Stade de Reims i Ligue 1.

## Landslagskarriär
En dryg månad efter att Jeng debuterat i Allsvenskan blev han för första gången uttagen i P18-landslaget. Landslagsdebuten följde därefter i Sveriges 1–0-seger mot Wales den 15 juni 2023. 
Den 7 augusti 2024 debuterade Jeng för det svenska P20-landslaget i en träningsmatch mot Danmark. 
Den 6 november 2024 blev han uttagen i U21-landslaget.

## Statistik
| Klubb              | Säsong             | Liga               | Liga    | Liga | Nationell cup | Nationell cup | Internationell cup | Internationell cup | Övrigt  | Övrigt | Totalt  | Totalt |
| Klubb              | Säsong             | Division           | Matcher | Mål  | Matcher       | Mål           | Matcher            | Mål                | Matcher | Mål    | Matcher | Mål    |
| ------------------ | ------------------ | ------------------ | ------- | ---- | ------------- | ------------- | ------------------ | ------------------ | ------- | ------ | ------- | ------ |
| IK Sirius          | 2023               | Allsvenskan        | 20      | 0    | 1             | 0             | -                  | -                  | -       | -      | 21      | 0      |
| IK Sirius          | 2024               | Allsvenskan        | 30      | 0    | 1             |               |                    |                    |         |        | 31      | 0      |
| Totalt i karriären | Totalt i karriären | Totalt i karriären | 50      | 0    | 2             | 0             | 0                  | 0                  | 0       | 0      | 52      | 0      |